# Гришутина, Кристина Николаевна
Кристи́на Никола́евна Гришу́тина (укр. Крістіна Миколаївна Гришутіна; род. 21 марта 1992) — украинская легкоатлетка, специалистка по прыжкам в длину. Выступала на профессиональном уровне в 2009—2021 годах, обладательница серебряной медали чемпионата Европы среди молодёжи, серебряная и бронзовая призёрка чемпионатов Украины, участница чемпионата мира в Пекине.

## Биография
Кристина Гришутина родилась 21 марта 1992 года. Занималась лёгкой атлетикой в Киеве, проходила подготовку под руководством заслуженного тренера Украины Юрия Семёновича Горбаченко.
Впервые заявила о себе на международном уровне в сезоне 2009 года, когда вошла в состав украинской сборной и выступила на юношеском мировом первенстве в Брессаноне, где в зачёте прыжков в длину стала седьмой. Позднее в той же дисциплине выступила на Европейском юношеском олимпийском фестивале в Тампере.
В 2011 году в прыжках в длину заняла четвёртое место на юниорском европейском первенстве в Таллине.
В 2012 году прыгала в длину на взрослом чемпионате Европы в Хельсинки, в финал не вышла.
В 2013 году завоевала серебряную награду на молодёжном европейском первенстве в Тампере, уступив в финале только немке Лене Малькус.
В 2015 году выиграла бронзовую медаль на зимнем чемпионате Украины в Сумах, с личным рекордом 6,81 превзошла всех соперниц на клубном чемпионате Украины в Кировограде, была седьмой на командном чемпионате Европы в Чебоксарах, взяла бронзу на летнем чемпионате Украины в Кировограде, выступила на чемпионате мира в Пекине.
Выполнила квалификационный норматив (6,70) для участия в летних Олимпийских играх 2016 года в Рио-де-Жанейро, однако на чемпионате Украины в Луцке стала лишь пятой и в итоге на Олимпиаде не стартовала.
В 2018 году получила серебро на зимнем чемпионате Украины в Сумах и на летнем чемпионате Украины в Луцке, прыгала в длину на чемпионате Европы в Берлине.
Победительница общекомандного зачёта Европейских игр 2019 года в Минске. За это выдающееся достижения награждена орденом княгини Ольги III степени.
В 2020 году стала серебряной призёркой чемпионата Украины в Луцке.
Завершила спортивную карьеру по окончании сезона 2021 года.